# Les Cabanasses
Les Cabanasses és un veïnat format actualment per dues masies, situat a l'Alta Ribagorça, al terme municipal de la Vall de Boí, i dins de l'antic terme de Barruera.
És a peu de carretera (la L-500), dos quilòmetres al sud de Barruera, a la riba dreta de la Noguera de Tor, entre la carretera i el riu.
Havia fet d'hostal de pas per als viatgers que, abans de 1951, anaven al balneari de Caldes de Boí a peu, pel camí de bast que recorria la vall, i després, per la nova carretera. Amb la rapidesa en el transport que permeté la carretera, l'hostal de les Cabanasses va perdre la seva funció fins a desaparèixer. Actualment hi subsisteixen dues masies, al lloc de l'antic hostal.
Prop del petit nucli hi ha el santuari de la Mare de Déu de les Cabanasses.

## Etimologia
Segons Joan Coromines (op. cit.), les Cabanasses és un dels topònims derivats del llatí capanna (construcció rústica de muntanya), prou abundants en la toponímia del país. En aquest cas es tracta de cabanes amb sufix augmentatiu, cosa que indica la importància que degué tenir el lloc en temps pretèrits.

## Història
L'any 1157, Bernat d'Erill, de la família dels barons d'Erill, va peregrinar a Jerusalem i va fer una donació del lloc de Cardet al Monestir de Lavaix. En el document de donació es parla d'un Camp Mas (que podria ser les Cabanasses), que deixa al joglar Pere Bernat. Més avall de les Cabanasses hi havia dues pedres grans que marcaven l'entrada a la Vall de Boí, en aquestes roques hi havia una imatge de la Mare de Déu que era molt venerada per la gent de la vall.
L'any 1622, fra Martí Espot feu edificar una capella prop d'aquestes roques, on va traslladar la santa. No es disposa de cap més dada fins al 1872, quan Josep Monsó i Rei, un senyor de la Pobla de Segur, va comprar les Cabanasses als frares. En aquell moment ja funcionava com a hostal, al costat de la capella. A partir del 1872 el cognom Monsó comença a formar part de la història de la casa. El 1925 es va fer un petit canal, i una petita Central que donava llum a la casa, el 1930 es va ampliar la Central que donà llum al poble de Cardet.

## Serveis turístics
En primer lloc, cal esmentar els serveis de cara al turisme derivats de la declaració de les esglésies romàniques de la Vall de Boí per la UNESCO. Arran d'aquesta declaració, s'ha construït un Centre d'interpretació del romànic a Erill la Vall, que ofereix una visita amb modalitat de lliure i guiada a la totalitat de les esglésies incloses en el catàleg. És una de les visites més recomanables del municipi i de la comarca. Tanmateix, la minsa oferta turística de les Cabanasses i l'absència de cap església romànica en el lloc afecten poc aquesta caseria.
L'oferta turística a les Cabanasses es limita a la Casa Cabanasses, residència de turisme rural.